# Club Deportivo Heidelberg
El Club Deportivo Heidelberg, conocido por motivos de patrocinio como Heidelberg Volkswagen, es un equipo profesional de voleibol de la ciudad de Las Palmas de Gran Canaria, España. Fundado en 1991 como sección deportiva del Colegio Heidelberg, disputa sus partidos como local en el Pabellón Miguel Solaesa y viste los colores blanco y negro. 
Compite en la Superliga Iberdrola desde la temporada 2022-23, categoría a la que accedió tras proclamarse campeón de la Superliga 2 2021-22. En la campaña 2024-25 conquistó su primer título liguero, convirtiéndose en el segundo equipo canario en lograr el campeonato nacional, y ese mismo año debutó en competiciones europeas al disputar la fase previa de la CEV Challenge Cup.

## Historia

### Fundación y primeros años (1988-2019)
El Club Deportivo Heidelberg se constituyó en 1988 como brazo deportivo del Colegio Heidelberg de Las Palmas de Gran Canaria, con el objetivo de que su alumnado pudiera competir en las ligas escolares e insulares organizadas por las federaciones regionales.
La sección de voleibol femenino arrancó en 1991. Durante las dos primeras décadas el club se consolidó como uno de los referentes de la cantera canaria, inscribiendo equipos en todas las categorías —benjamín, alevín, infantil, cadete y juvenil— y superando el centenar de licencias federativas en varias temporadas.
El primer éxito relevante llegó en la temporada 2015-16, cuando el equipo cadete se proclamó campeón de Canarias y de la fase nacional de Superliga 2 Cadete.
Impulsado por esa generación, el club creó un primer equipo sénior estable que compitió en la Segunda División autonómica y, tras encadenar dos ascensos consecutivos, obtuvo plaza para disputar la fase de ascenso a Primera División Nacional en Cuenca (mayo de 2019) bajo la denominación comercial Heidelberg Peláez Cerámicas; las grancanarias fueron subcampeonas del torneo y sellaron el salto a la categoría de bronce.
En la campaña de debut en Primera (2019-20) el club mantuvo la base de jugadoras de la cantera y profesionalizó el cuerpo técnico, sentando las bases para el ascenso a Superliga 2 logrado dos años después y, en última instancia, para su desembarco en la élite.

### Ascenso a competiciones nacionales (2019-2022)
Tras proclamarse campeón insular, el club colegial se inscribió por primera vez en la fase de ascenso de Segunda División (Cuenca, mayo de 2019) bajo el nombre comercial Heidelberg Peláez Cerámicas. El equipo ganó sus tres encuentros –ante Unideba La Colina, AD Rivas y Licenciados Reunidos– sin ceder un solo set, resultado que le otorgó la plaza de Primera División Nacional para la temporada 2019-20.
La progresión continuó al curso siguiente: con una plantilla formada en su mayoría por canteranas y el patrocinio de Mr Kale, el conjunto grancanario logró el ascenso directo a la Superliga 2 (segunda categoría estatal) en 2020, apenas dos años después de la creación del equipo sénior.
En su estreno en la SF-2 (2020-21) las colegiales finalizaron terceras del Grupo B y se quedaron a un punto de la fase final; la campaña sirvió para afianzar proyectos y sentar las bases de un salto definitivo. Un año más tarde, ya como Heidelberg Volkswagen, el club completó una liga regular histórica: 22 jornadas puntuando y título del Grupo B, lo que le permitió organizar en Las Palmas la fase final de ascenso.
El 24 de abril de 2022 el Heidelberg derrotó 3-1 al CV Madrid en la final y se proclamó campeón de la Superliga Femenina 2, certificando así su llegada a la Liga Iberdrola por primera vez en sus 34 años de historia.
Esa misma temporada, el club se proclamó subcampeón de la Copa Princesa, tras perder 3-0 en la final grancanaria ante el filial del Club Voleibol J.A.V. Olímpico.

### Etapa en Superliga Iberdrola (2022-actualidad)

#### Temporada 2022-23 – Debut y permanencia
El Heidelberg Volkswagen afrontó su primera campaña en la máxima categoría con un plantel basado en canteranas y varias incorporaciones de experiencia. Cerró la liga regular en 9.º puesto, salvando la categoría con holgura en su año de estreno.

#### Temporada 2023-24 – Irrupción en la parte alta
En su segunda participación el cuadro grancanario dio un salto cualitativo: terminó 3.º en la fase regular, lo que le valió su primera presencia en los play-offs por el título.

#### Temporada 2024-25 – Primer campeonato y estreno europeo
El club incorporó a la colocadora internacional Patricia Aranda y a la opuesta colombiana Dayana Segovia, ex Tenerife Libby’s, para liderar un proyecto que mantenía la base de la campaña anterior. En la fase regular obtuvo 59 puntos (21-1), terminado en primer lugar y así asegurando el factor pista en todas las eliminatorias. En los Play-offs superó a OCISA Haro Rioja en semifinales y derrotó al Avarca de Menorca en el cuarto encuentro de la final (1-3) para conquistar su primer título de Liga Iberdrola.
| Alineación V. Adriani W. Medina D. Segovia P. Aranda H. Camila L. Hernández C. Hernández (L) Ent. Santiago Guerra Martín |

El 18 de septiembre de 2024 se produjo su debut en competiciones europeas, tras disputar en Roma la fase WEVZA clasificatoria para la CEV Challenge Cup 2025, donde logró su primera victoria europea al vencer 2-3 al Béziers VB francés.
En la Copa de la Reina 2025 el Heidelberg alcanzó su primera final, cayendo ante el Avarca en Ciudadela (1-3).

## Palmarés

### Competiciones nacionales
- Superliga Femenina de Voleibol (1): 2024-25
- Superliga Femenina 2 (1): 2021-22
- Copa de SM la Reina: 
  - Subcampeón (1): 2025
- Copa Princesa:
  - Subcampeón (1): 2022

## Temporadas

### Temporadas en Liga Iberdrola (Superliga Femenina)
| Temporada | Posición liga regular | Pts | Playoffs  | Copa SM La Reina | Entrenador             |
| --------- | --------------------- | --- | --------- | ---------------- | ---------------------- |
| 2022-23   | 9.º                   | 27  | —         | —                | Santiago Guerra Martín |
| 2023-24   | 3.º                   | 48  | Semifinal | —                | Santiago Guerra Martín |
| 2024-25   | 1.º                   | 59  | Campeón   | Subcampeón       | Santiago Guerra Martín |

### Categorías inferiores nacionales
| Temporada | Categoría                 | Grupo o fase         | Puesto | Resultado              |
| --------- | ------------------------- | -------------------- | ------ | ---------------------- |
| 2018-19   | Segunda División Nacional | Fase de ascenso      | 2.º    | Subcampeón (Ascenso)   |
| 2019-20   | Primera División Nacional | Grupo A              | 2.º    | Ascenso administrativo |
| 2020-21   | Superliga 2               | Grupo B              | 2.º    | —                      |
| 2021-22   | Superliga 2               | Grupo B + Fase Final | 1.º    | Campeón (Ascenso)      |

## Organigrama

### Junta directiva
- Presidente: Aurelio Espinosa Gutiérrez
- Vicepresidente: Néstor García Estupiñán
- Director Deportivo/Secretario: Luis Miguel Peláez Cruz
- Tesorera: Clotilde Boada Betancor
- Vocales: Héctor Portillo Santana, José María Gómez Guedes, Rafael Herrera Checa

### Plantilla temporada 2024-25
| # | Nombre                        | F. de nacimiento        | Estatura | Origen    | Co | Re | Ce | Op | Li |
| --- | ----------------------------- | ----------------------- | -------- | --------- | -- | -- | -- | -- | -- |
| 1 | Mireia Guilabert Navarro      | 21 de enero de 2000     | 1,65 m   | España    | x  |    |    |    |    |
| 2 | Candela Bernardino Hernández  | 5 de agosto de 2004     | 1,80 m   | España    |    | x  |    |    |    |
| 3 | Dayana Patricia Segovia Elles | 24 de marzo de 1996     | 1,85 m   | Colombia  |    |    |    | x  |    |
| 4 | Lola Hernández Van den Bosch  | 12 de julio de 2003     | 1,80 m   | España    |    |    | x  |    |    |
| 7 | Adriani Vilvert               | 26 de abril de 1993     | 1,87 m   | Brasil    |    |    | x  |    |    |
| 8 | Sofía Tummino                 | 30 de diciembre de 2000 | 1,64 m   | España    |    | x  |    |    |    |
| 9 | Patricia Aranda               | 27 de junio de 1979     | 1,81 m   | España    | x  |    |    |    |    |
| 10 | Blanca Martínez Gálvez        | 28 de marzo de 2000     | 1,78 m   | España    |    |    | x  |    |    |
| 13 | Claudia Hernández Figueroa    | 6 de diciembre de 1996  | 1,66 m   | España    |    |    |    |    | x  |
| 14 | Camila Hiruela                | 1 de febrero de 1997    | 1,78 m   | Argentina |    | x  |    |    |    |
| 16 | Winderlys Gisel Medina Chacoa | 2 de abril de 1998      | 1,75 m   | Venezuela |    | x  |    |    |    |
| 18 | Sulian Matienzo               | 14 de diciembre de 1994 | 1,78 m   | Cuba      |    | x  |    |    |    |
| 17 | Agostina Menegozzo Carlevaro  | 18 de diciembre de 2006 | 1,75 m   | España    |    | x  |    |    |    |
| 27 | Ana Escamilla Serrano         | 10 de julio de 1998     | 1,84 m   | España    |    | x  |    |    |    |
| Entrenador: Santiago Guerra Martín 2.º Entrenador: Gabriel Navarro Chinea 2.º Entrenador Asistente: Jorge Catalán Piera Fuente: RFEVB |                               |                         |          |           |    |    |    |    |    |